# 윤남진
윤남진(尹㛦溱, 1957년 2월 17일 ~ )은 대한민국의 정치인이다. 제11대 충청북도의원을 지냈다.

## 학력
- 괴산여자고등학교 졸업
- 중원대학교 사회복지학과 졸업

## 경력
- 전국주부교실 괴산군지회 회장
- 자유총연맹 괴산군지회 여성회 회장
- 괴산북중학교 운영위원장
- 2010.07 ~ 2014.06: 제6대 괴산군의회 의원
- 2014.07 ~ 2018.03: 제7대 괴산군의회 의원
- 더불어민주당 충청북도당 문장대온천개발저지특별위원장
- 2018.07 ~ 2022.06: 제11대 충청북도의회 의원

## 역대 선거 결과
|  | 57.10% |

|  | 13.33% |

|  | 40.27% |

|  | 38.26% |